# Сара Мак-Брайд
Сара Мак-Брайд (9 серпня 1990 , Вілмінгтон ) — американська державна й політична діячка (США). Активістка і політик, обрана в сенат штату Делавер, приведена до присяги в січні 2021 року. Станом на березень 2021 є національною речницею «кампанії за права людини».
15 вересня 2020 року, після перемоги на праймеріз Демократичної партії на 1-му виборчому окрузі штату Делавер, висунута кандидаткою в Сенат штату, у листопаді 2020 року здобула перемогу на виборах. Стала першою в історії США транс-жінкою в Сенаті США, а також найбільш високопоставленим високопосадовцем-трансгендером у країні.
Заслугою Сари Мак-Брайд значною мірою вважають прийняття в Делавері закону, що забороняє дискримінацію за гендерною ознакою в сфері зайнятості, житла, страхування і громадських місць.
У липні 2016 року виступала на Національному з'їзді Демократичної партії, й таким чином стала першою в історії США відкритою транс-жінкою, яка виступила на великому партійному з'їзді.
2018 року Сара Мак-Брайд випустила книгу «Tomorrow Will Be Different: Love, Loss, and the Fight for Trans Equality».

## Біографія

### Ранній період життя і освіту
9 серпня 1990 у Вілмінгтоні, штат Делавер, в сім'ї Девіда і Саллі Мак-Брайд народився хлопчик, який отримав ім'я Тім Мак-Брайд. До камінг-ауту була штатним співробітником виборчого штабу Демократичної партії в Делавері, працюючи над кампанією генерального прокурора Делавера Бо Джозефа Байдена 2010 року і кампанією губернатора Джека Маркела 2008 року. 2011 року обрана головою студентської ради Американського університету. Під час останньої робочого тижня на посаді голови студентської ради вона привернула до себе міжнародну увагу, коли виступила як транс-жінка в студентській газеті свого коледжу «The Eagle».
Камінг-аут Сари Мак-Брайд опублікували в «National Public Radio», «HuffPost» і некомерційної організації Леді Гаги — «Born This Way Foundation».
Після камінг-ауту отримала дзвінок від генерального прокурора Делавера Бо Джозефа Байдена, який заявив: «Саро, я просто хотів, щоб ти знала, я так пишаюся тобою. Я люблю тебе, і ти, як і раніше, є частиною сім'ї Байденів».
Віцепрезидент США Джо Байден висловив аналогічну думку, поділившись тим, що пишається нею і щасливий за неї. 2012 року пройшла стажування в Білому домі, ставши там першою в історії відкритою трансгендерною жінкою. Сара Мак-Брайд працювала в Управлінні зв'язків з громадськістю і міжурядових відносин Білого дому, де займалася питаннями ЛГБТ.
У промові в травні 2015 року друга леді Джилл Байден розповіла історію Сари й додала: «Ми вважаємо, що молодих людей слід цінувати такими, якими вони є, незалежно від того, як вони виглядають, звідки вони, ким вони себе ідентифікують або кого вони люблять».

### Активізм
У січні 2013 року увійшла до ради директорів «Equality Delaware» і швидко стала провідною співробітницею з надання правової допомоги і реалізації законодавства щодо злочинів на ґрунті ненависті для транссексуалів у Делавері.
Сара Мак-Брайд та її сім'я очолювали кампанію з лобіювання законодавства, що захищає жителів Делавера від дискримінації за ознакою гендерної ідентичності в сфері зайнятості, житла, страхування і громадських місць.
Крім того, що Сара Мак-Брайд виступала як головна представниця законодавства[уточнити], її близькі стосунки з губернатором Джеком Маркеллом і генеральним прокурором Бо Байденом призвели до того, що обидві обрані посадові особи відкрито підтримали прийняття закону.
Цей закон прийняв Сенат штату з перевагою в один голос і палатою представників — 24 голоси «за» і 17 голосів «проти». Законопроєкт з поправками потім повторно прийняв Сенат штату і негайно підписав губернатор Джек Маркелл у червні 2013 року.
При підписанні закону Джек Маркелл заявив: «Я особливо хочу подякувати моїй подрузі Сарі Мак-Брайд, розумній і талановитій жінці-трансгендеру з Делавера.
Вона сміливо виступила Генеральною Асамблеєю, щоб описати своє особисте життя з гендерною ідентичністю та повідомити про своє бажання після закінчення коледжу повернутися додому без страху. Її невтомне лобіювання прийняття цього закону реально змінило стан усіх транс-людей у Делавері».
Після прийняття в Делавері закону про захист гендерної ідентичності і злочинах на ґрунті ненависті Сара Мак-Брайд працювала в команді «LGBT Progress» у «Центрі американського прогресу».
Виступала в низці коледжів на ЛГБТ-заходах, зокрема на Національному вечорі в рамках «кампанії за права людини» в Лос-Анджелесі, в «LGBTQ Victory Fund», у Пенсильванському університеті, і Геттісберзькому коледжі.
Сару Мак-Брайд назвали «DelawareLiberal.net» найціннішою прогресивною представницею штату Делавер, внесена в список Trans-100 за 2014 рік, і назвали однією з п'ятдесяти представників майбутнього покоління мілленіуму, готових змінити ситуацію в найближчі роки, за версією «MIC.com». У статті 2015 року в «NewStatesman» про представництво транс-людей на виборних посадах повідомлялось, що Сара Мак-Брайд стане першою американською транс-жінкою, обраною на високий державний пост.
Була учасницею дискусії «GLOBE Pride 2016» Міністерства житлового будівництва і міського розвитку США, присвяченої знущанням серед молоді та на робочому місці. Сара Мак-Брайд публікувалась у «The New York Times», «HuffPost», «The Washington Post», «The Boston Globe», «Аль-Джазіра», «PBS NewsHour», «Teen Vogue», «WUNC (FM)», The New Yorker", «MSNBC», «ThinkProgress», «BuzzFeed» і «National Public Radio».
У квітні 2016 року виступила із доповіддю на конференції TED під назвою «Стать, присвоєна нам при народженні, не повинна визначати нас».
Вона також входила до керівного комітету «Trans United for Hillary», який докладав зусилля з навчання і мобілізації транс-людей і їх союзників за підтримки Хілларі Клінтон.
28 липня 2016 року стала першою відкритою транс-жінкою, яка виступила на з'їзді Демократичної партії США. У своїй промові, яка тривала менш ніж чотири хвилини, Сара Мак-Брайд віддала данину поваги своєму покійному чоловікові Ендрю Крею та його прихильності правам ЛГБТ.

## Політична діяльність
9 липня 2019 офіційно оголосила про висунення своєї кандидатури в Сенат штату Делавер. Вона заявила, що зосередить увагу на наданні медичної допомоги, оплачуваній відпустці за сімейними обставинами та відпустці через хворобу.
2020 року здобула перемогу на праймеріз Демократичної партії за право балотуватися в Сенат штату Делавер над Джозефом Мак-Колом, набравши 91,3 % голосів.
Під час виборів 4 листопада 2020 року перемогла республіканця Стіва Вашингтона і стала обраною у Сенат штату Делавер, набравши 73,3 % голосів виборців.
4 листопада 2020 року Dailymail та інші видання повідомили про те, що Сара Мак-Брайд обрана в Сенат США.
У січні 2021 року склала присягу як член Сенату штату Делавер. Вона є першою транс-жінкою в Сенаті США.
Сара замінила демократа Гарріса Мак-Давелла III, який пішов у відставку після закінчення свого терміну.

## Особисте життя
У серпні 2014 року Сара Мак-Брайд вийшла заміж за Ендрю Крея після того, як йому діагностували рак невиліковної стадії. Церемонію одруження проводив єпископ Джин Робінсон. Через чотири дні після весілля Ендрю Крей помер.